# Hyphessobrycon savagei
Hyphessobrycon savagei es una especie de peces de la familia Characidae en el orden de los Characiformes.

## Morfología
Los machos pueden llegar alcanzar los 3,7 cm de longitud total.

## Hábitat
Vive en zonas de clima tropical entre 24 °C - 30 °C de temperatura.

## Distribución geográfica
Se encuentran en Centroamérica: vertiente pacífico de Costa Rica entre las cuencas de los ríos  Jicote y  Esquinas.